# Иссерсон, Георгий Самойлович
Георгий Самойлович Иссерсон (1898—1976) — советский военачальник и военный теоретик, полковник РККА (1940 год).
Один из разработчиков  теории глубокой операции.

## Биография
Родился в семье врача Иссера-Самуила Эльяшевича Иссерсона (1865 — ? ) и Бетти Исидоровны Шерешевской. Окончил три курса Петроградского университета и школу прапорщиков (1916 год). Участник Первой мировой войны.
В Красной Армии добровольцем, с лета 1918 года. Член РКП(б) с 1919 года. В следующие периоды времени проходил военную службу в воинских должностях:
- 1918 — 1921 годах, служил в политотделе 6-й армии, военный комиссар 159-го стрелкового полка, помощник командира 154-го стрелкового полка
- 1921 — 1924 годах, учился в Военной Академии РККА, окончил в 1924 году.
- 03.1923 — 02.1924 годах, начальник разведотдела штаба Западного фронта[1]
- 1925 — 1927 годах, начальник оперативного отдела штаба Ленинградского ВО
- 1927 году, начальник 1-го отдела 1-го управления штаба Ленинградского ВО
- 1927 — 1930 годах, начальник штаба 10-го стрелкового корпуса
- С 1929 года в Военной Академии им. М. В. Фрунзе: 1930—1931 адъюнкт, 1931 — 1932 годах, преподаватель, 1932 — 1933 годах, начальник оперативного факультета.
- 1933 — 1936 годах, командир 4-й стрелковой дивизии 5-го стрелкового корпуса Белорусского ВО
- при введении персональных воинских званий в РККА Г. С. Иссерсону присвоено воинское звание комбриг (26.11.1935),
- 1936 году, заместитель начальника 1-го отдела Генерального Штаба РККА,
- 1936 — 1937 годах, начальник кафедры армейских операций Военной академии Генерального штаба (в 1937 году реорганизована в кафедру оперативного искусства)[2]
- 1937 — 1938 годах, в распоряжении Управления по комначсоставу РККА
- 1938 — 1939 годах, начальник кафедры оперативного искусства Военной академии Генерального штаба, профессор
- 17 — 30 декабря 1939 года, начальник штаба 7-й армии[3][4]
- 1940 — 1941 годах, в распоряжении НКО СССР

Арестован 7 июня 1941 года. Военным трибуналом Приволжского военного округа 21 января 1942 года по обвинению в участии в военном заговоре и в преступных действиях во время советско-финской войны был приговорён к высшей мере наказания. Военная коллегия Верховного суда СССР 10 марта 1942 года изменила ему меру наказания, назначив по тем же пунктам обвинения десять лет лишения свободы в исправительно-трудовом лагере. Наказание отбывал в Карагандинском ИТЛ. После отбытия срока заключения был направлен в ссылку в Красноярский край. Там работал мотористом насосной станции, занимался вопросами топографической съёмки в геологоразведочных партиях.
Реабилитирован 01.06.1955 года, освобождён 14.07.1955 года. В августе 1955 года в звании полковника был уволен в отставку (приказ об увольнении из РККА, в связи с арестом от 1941 года при этом был отменён). Возобновил печататься в военных журналах, работал вольнонаёмным в редакции журнала «Военная мысль».
Похоронен на Новодевичьем кладбище (новая территория, колумбарий, секция 134).

## Мнения и оценки
Более строгими по тону, я бы сказал, более «академичными», но столь же глубокими, содержательными, были лекции Г. С. Иссерсона по оперативному искусству и стратегии.— С. М. Штеменко, слушатель Академии Генерального штаба РККА в 1938-1940 гг.,
из книги воспоминаний «Генеральный штаб в годы войны. В дни огорчений и побед»
Академик РАН А. А. Кокошин, 6-й секретарь Совета безопасности России, весьма высоко оценивает ряд трудов Г. С. Иссерсона, особенно его книгу «Новые формы борьбы» изданную в 1940 г., в которой данному советскому военному теоретику удалось дать принципиальные оценки новизны стратегических действий немецкого Вермахта в начавшейся Второй мировой войне (в ходе скоротечного поражения Польши от Германии осенью 1939). Кокошин считает, что Иссерсон исключительно точно определил и описал суть «небывалой стратегической внезапности» в 1939 году, которая была реализована Вермахтом и в 1940 году, и в 1941 году. Кокошин считает, что эти оценки Иссерсона были бы исключительно важны для прогнозирования стратегии Гитлера в отношении СССР накануне 22 июня 1941 года. Этот труд, как отмечает Кокошин, к сожалению, не был учтён высшим военным командованием РККА.

На книгу «Новые формы борьбы» также обращает внимание Валерий Герасимов в своем докладе «Ценность науки в предвидении», опубликованном в еженедельнике «Военно-промышленный курьер» в 2013. Эта публикация стала впоследствии известна как «Доктрина Герасимова». В своём докладе Валерий Герасимов приводит следующую цитату из книги Г. С. Иссерсона 
Война вообще не объявляется. Она просто начинается заранее развернутыми вооруженными силами. Мобилизация и сосредоточение относятся не к периоду после наступления состояния войны, как это было в 1914 году, а незаметно, постепенно проводятся задолго до этого.
 как пример предсказания, сделанного на основе военной теории.
Кокошин также обратил внимание на ценность такой работы Иссерсона, как «Канны мировой войны (гибель армии Самсонова)», изданной в 1926 году, в которой Иссерсон обозначил альтернативу поражениям русских армий Самсонова и Ренненкампа в 1914 году, показав, при каких условиях они могли бы избежать поражения от германских войск в Восточной Пруссии.

## Звания
- Комбриг (26.11.1935)
- Комдив (09.12.1939)
- Полковник (12.01.1940, восстановлен в 1955)

## Награды
- два ордена Красной Звезды (15.01.1934, 1939)
- медаль «XX лет РККА» (22.02.1938)

## Труды
- Иссерсон Г. С. Германия. Часть II. М.: Издание разведывательного управления Штаба РККА, 1922.
- Иссерсон Г. С. Современная германская пехота. М.: Издание разведывательного отдела Штаба РККА, 1923.
- Иссерсон Г. С. Канны Мировой войны (Гибель армии Самсонова). (недоступная ссылка) М.: Госвоениздат, 1926.
- Иссерсон Г. С. Мартовское наступление германцев в Пикардии. М.: Госвоениздат, 1926.
- Иссерсон Г. С. Эволюция оперативного искусства. М.: Госвоениздат, 1932. (2-е доп. изд. 1937).
- Иссерсон Г. С. Военное искусство эпохи национальных войн второй половины XIX века. М.: Издание академии им. М.В. Фрунзе, 1933.
- Иссерсон Г. С. Лекции по глубокой тактике. М.: Краснознаменная военная академия РККА, 1933.
- Иссерсон Г. С. Основы оборонительной операции (Конспект). М.: Академия Генерального Штаба, 1938.
- Иссерсон Г. С. Основы ведения операции. Конспект. Выпуск II. М.: Академия Генерального Штаба, 1939.
- Иссерсон Г. С. Новые формы борьбы. М.: Военгиз, 1940.

## Статьи
- Оперативная подготовка комсостава и малые военные игры // Военный вестник. 1928. № 3.
- Школа тактической подготовки войск в летний период // Военный вестник. 1929. № 28-32.
- Характер управления современным боем // Война и революция. 1931. № 5.
- На новых путях развития нашего оперативного искусства // XV лет Краснознаменной военной академии РККА им. М.В. Фрунзе, 1918-1933. М., 1934.
- Исторические формы новых форм боя // Военная мысль. 1937. № 1.
- Встречное сражение будущего // Военная мысль. 1938. № 7.
- Оперативные перспективы будущего (в порядке обсуждения) // Военная мысль. 1938. № 8.
- Начало боевого пути // Военно-исторический журнал. 1963. № 2.
- Записки современника о М. Н. Тухачевском // Военно-исторический журнал. 1963. № 4. часть I, часть II
- Развитие теории советского оперативного искусства в 30-е годы // Военно-исторический журнал. 1965. № 1, 3.
- Судьба полководца // Дружба народов. 1988. № 5. часть I, часть II
- Начало боевого пути. // Военно-исторический журнал. — 1963. — № 2. — С.71-75.